# Unione Rugby Capitolina 2013-2014

## Eccellenza 2013-14

### Stagione regolare
| Incontro                   | Andata | Ritorno |
| -------------------------- | ------ | ------- |
| Mogliano — Capitolina      | 50-6   | 43-3    |
| Capitolina — Reggio Emilia | 26-10  | 3-31    |
| S.S. Lazio — Capitolina    | 20-3   | 28-7    |
| Capitolina — I Cavalieri   | 3-38   | 15-71   |
| Viadana — Capitolina       | 57-0   | 33-7    |
| Capitolina — San Donà      | 11-31  | 10-71   |
| Petrarca — Capitolina      | 27-21  | 71-0    |
| Calvisano — Capitolina     | 61-0   | 61-12   |
| Capitolina — Fiamme Oro    | 6-43   | 15-45   |
| Capitolina — Rovigo        | 5-40   | 0-76    |

#### Risultati della stagione regolare
| Posizione | G  | V | N | P  | PF  | PS  | DP   | B | Pt |
| --------- | -- | - | - | -- | --- | --- | ---- | - | -- |
| 11ª       | 20 | 1 | 0 | 19 | 153 | 907 | -754 | 1 | 5  |

## Trofeo Eccellenza 2013-14

### Prima fase
| Incontro                | Risultato |
| ----------------------- | --------- |
| Capitolina — Fiamme Oro | 10-29     |
| S.S. Lazio — Capitolina | 29-6      |
| Fiamme Oro — Capitolina | 42-13     |
| Capitolina — S.S. Lazio | 7-30      |

#### Risultati della prima fase
| Posizione | G | V | N | P | PF | PS  | DP  | B | Pt |
| --------- | - | - | - | - | -- | --- | --- | - | -- |
| 3ª        | 4 | 0 | 0 | 4 | 36 | 130 | -94 | 0 | 0  |